# Jökulsá á Dal
El Jökulsá á Dal, también Jökulsá á Brú o Jökla, es un río del nororiente de Islandia, en la región de Austurland.

## Geografía
Se origina en el lago Hálslón, que nace del glaciar Brúarjökull, rama del glaciar Vatnajökull, y fluye a lo largo de su viaje en la región Austurland, hacia el océano Atlántico, donde desemboca en la bahía de Héraðsflói. Tiene una cuenca de 3.700 kilómetros cuadrados.
Por sus 150 kilómetros de extensión, es el mayor río de su especie en el este de Islandia. Es relativamente profundo y su corriente es fuerte, por lo que es difícil de cruzar. El primer puente peatonal se hizo en 1938, y el primer puente para automóviles en 1995, en la Hringvegur.
Es el río más fangoso en Islandia. Lleva unas 112 toneladas de arcilla cada día en el Océano Atlántico. Dos de sus afluentes son el Sauðá y el Kringilsá. Es el quinto más largo del país, y el más largo de su región, Austurland.
Desde 2009, alberga la central hidroeléctrica de Kárahnjúkar.

## En la cultura
En la novela Gente independiente del autor islandés Halldór Laxness, el protagonista Bjartur cabalga por el Jökulsá á Dal en un reno.

## Galería

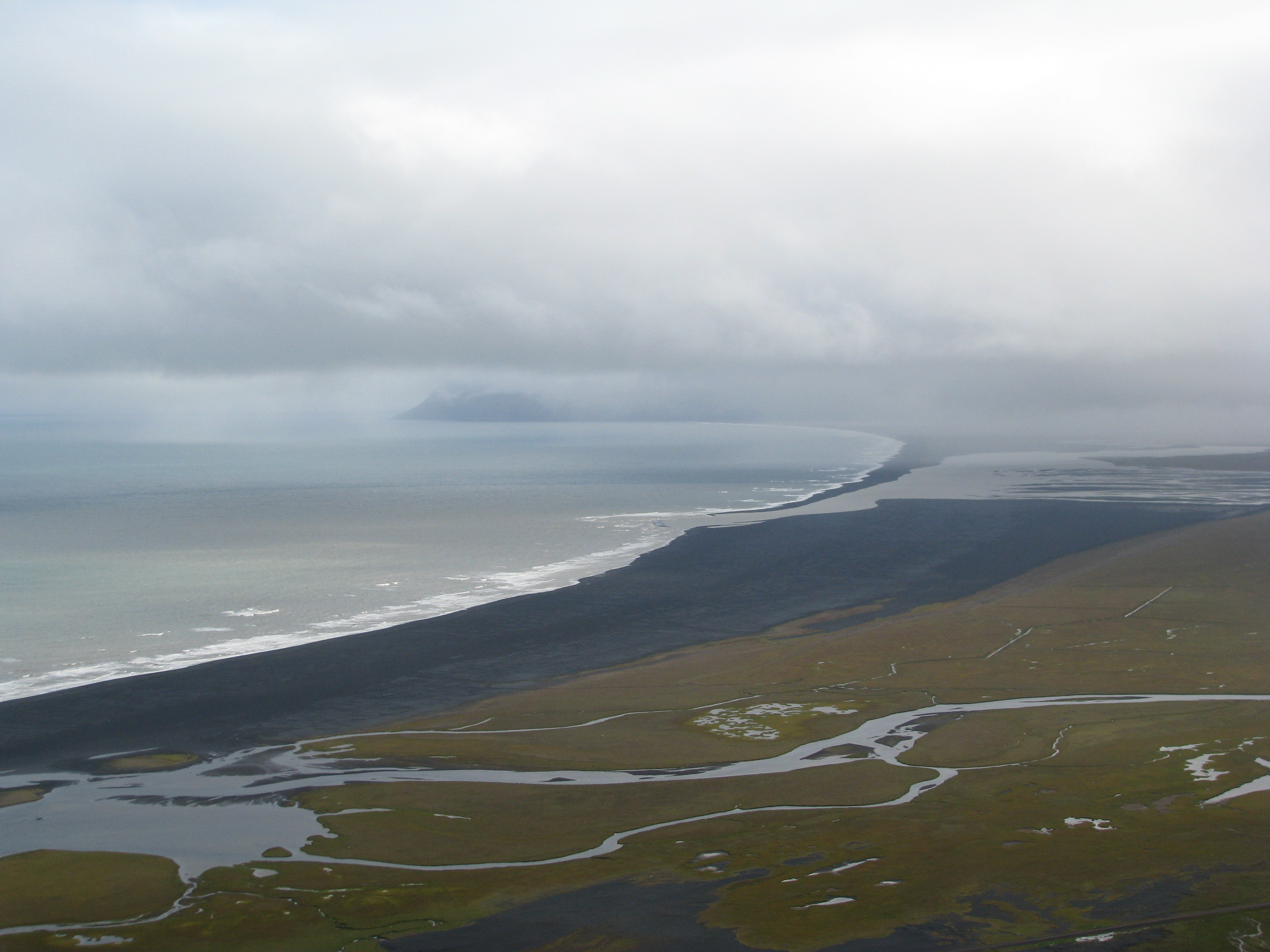
Desembocadura del Jökulsá á Dal.
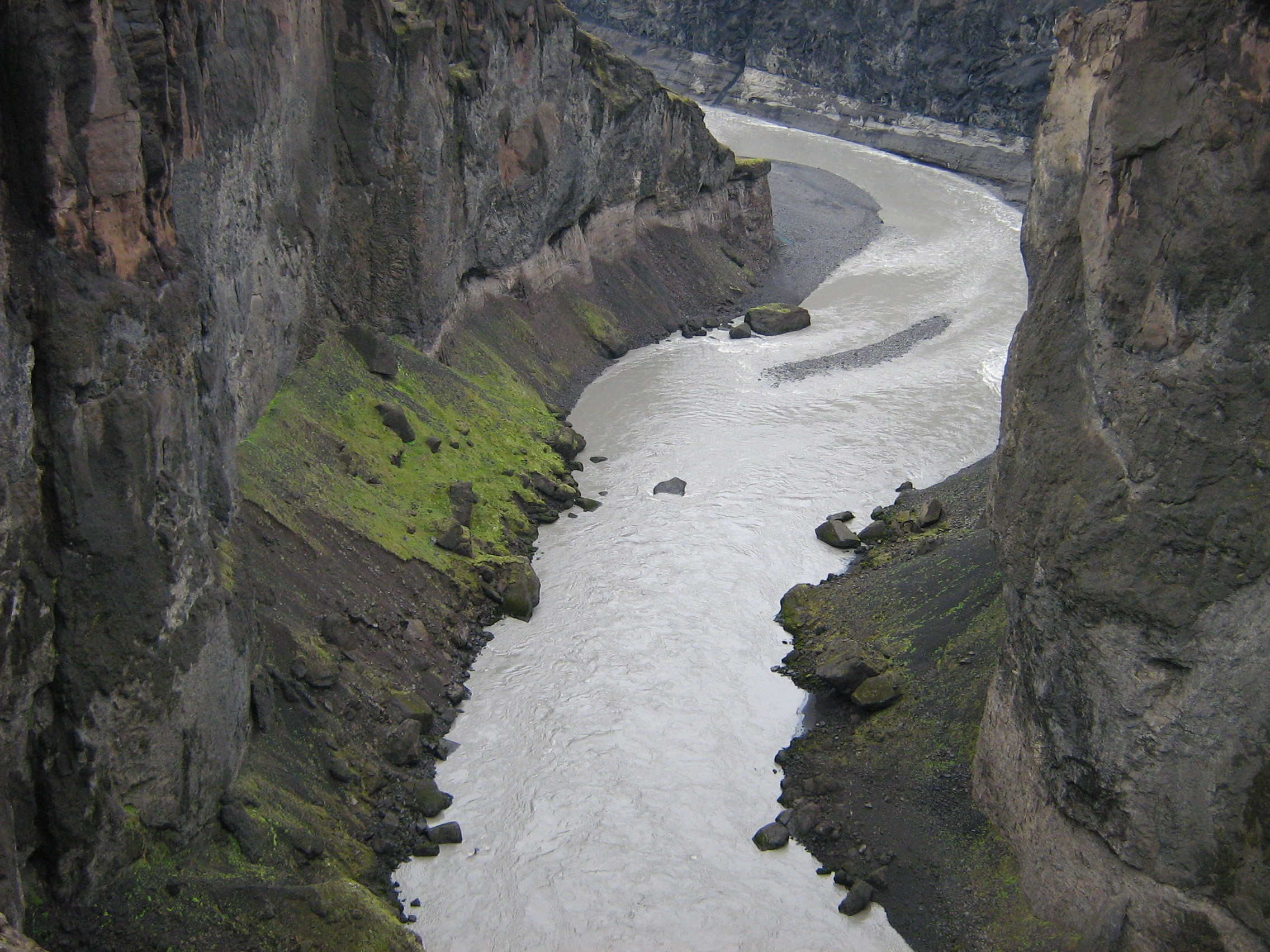
Cañones de Hafrahvammar en el en el Jökulsá á Dal.